# Мосулишвили, Георгий Джумберович
Георгий Джумберович Мосулишвили (груз. გიორგი ჯუმბერის ძე მოსულიშვილი; 21 июня 1975) — грузинский футболист, нападающий.

## Биография
Начал играть на взрослом уровне в сезоне 1992/93 в клубе первой лиги Грузии «Бахтриони» (Ахмета). В сезоне 1993/94 дебютировал в высшем дивизионе Грузии в составе аутсайдера — тбилисского «Мретеби», а на следующий год играл за этот клуб в первой лиге. В дальнейшем выступал за клубы высшей лиги — «Шевардени-1906», «Дила», «Металлург» (Зестафони). Всего в высшем дивизионе Грузии сыграл 54 матча и забил два гола. Также играл в низших дивизионах Грузии.
В начале 1997 года перешёл в российский «Амкар», но основным игроком не стал, сыграв только шесть матчей во второй лиге.